# Kashbad
Kashbad fue un grupo de rock vasco, formado en Rentería (Guipúzcoa, España) a finales de la década de 1990.

## Historia
A finales de los 90, cuatro jóvenes de Rentería, Igor, Txiki, Gorka e  Ivan deciden montar un grupo de punk. Poco tiempo después de comenzar a tocar, deciden introducir a una cantante femenina, realizan algunas pruebas hasta que llega Sorkun Rubio. La banda queda fascinada por su particular timbre de voz y es admitida de inmediato. Graban una maqueta con Sorkun como vocalista.
Fermin Muguruza escucha su maqueta y, prendado de la voz de Sorkun, contacta con ella para grabar voces en el tema de Negu Gorriak "Nire Baitan Daude Biak", que aparece en Ideia Zabaldu (Esan Ozenki, 1995). Después, convence al grupo para tocar en el Festival "Hitz Egin" y grabar en su discográfica Esan Ozenki. 
Kashbad (Esan Ozenki, 1996) es su primer disco. Producido por Kaki Arkarazo, se mueve dentro del punk, el hardcore y el reggae. Lo graban en los estudios Katarain de Azkarate (Navarra).
En 1997 repiten técnico y estudios para grabar Distantzia (Esan Ozenki), su segundo álbum. Luba abandona la formación y se quedan como cuarteto.
La admiración que algunos miembros de la banda tienen por grupos como Fugazi, Pearl Jam o Morphine, les lleva a dar un giro más melódico en su tercer disco. Eligen a José Lastra como técnico y graban en los estudios Tío Pete en Urdúliz (Vizcaya). Colabora con ellos Karlos Osinaga grabando algunas líneas de bajo y termina por entrar a formar parte de la banda hasta su disolución. A pesar de Hesiak (Esan Ozenki, 1999) es el disco del que más orgullosa se siente la banda, el cambio no agrada mucho a sus seguidores.
Después de siete años, tres discos y varias giras por el País Vasco, Cataluña y Galicia, Kashbad decide parar para emprender nuevos caminos.

### Reunión
El 17 de octubre de 2007 la banda anunció que darían tres conciertos los días 25, 26 y 27 del mismo mes, uno en Bilbao, otro en Vitoria, y un último en Rentería, a pesar de aclarar que «no volvemos, no habrá más conciertos».

### Regreso
El 20 de enero de 2014 anunciaron su regreso con nuevas canciones.

## Miembros
- Sorkun Rubio - voz.
- Gorka Sesma - guitarra.
- Ivan - guitarra.
- Igor - bajo
- Txiki - batería.
- Gorka Lazkano - bajo.
- Karlos Osinaga - bajo.

## Discografía
- Kashbad (Esan Ozenki, 1996). CD.
- Distantzia (Esan Ozenki, 1997). CD.
- Hesiak (Esan Ozenki, 1999). CD.
- Arrakala (Bonberenea Ekintzak, 2014). CD.

- Datos: Q9017283